# Veracruz Chanterelle
Veracruz Chanterelle Camerata Barroca .Es una orquesta con sede en el Estado de Veracruz México y que promueve la interpretación de música Barroca Europea y Latinoamérica con Instrumentos originales y técnicas de ejecución de los siglos XVII y XVIII del Barroco Europeo. Fue creada en diciembre de 2006. 
La camerata se especializa en música barroca en Latinoamérica y U.S.A. instrumentos de cuerda hechos por el maestro laudero mexicano Nahum Landa; así como también algunos instrumentos del folklore del área de Sotavento de Veracruz; (el cual tiene una influencia Europea), en combinaciones que enriquecen al patrimonio musical barroco latinoamericano y Europeo. Esta última característica concede a la camerata una nueva propuesta artística y un color único.
El proyecto fue iniciado por el violinista costarricense Edmundo Ramírez, (director y concertino) y el maestro laudero Nahum Landa de México. Edmundo Ramírez vive entre México y Nueva York y tiene una carrera musical activa en Europa, Asia y América Latina como solista, músico de cámara, y además es consultante artístico para instituciones como la Orquesta Juvenil de las Américas con sede en Washington D. C.
El Maestro Laudero Nahum Landa, quien ha realizado estudios en Cremona, Italia; además ha creado el sistema de construcción de instrumentos Neo-Barroco. 
El proyecto Camerata Barroca “Veracruz Chanterelle” es de gran importancia para el desarrollo artístico del Estado de Veracruz; ya que es único en el ambiente musical de Xalapa, Veracruz. Además está creando un espacio nuevo e interesante en la vida musical de la República Mexicana.